# Leptogaster trimaculata
Leptogaster trimaculata är en tvåvingeart som beskrevs av de Meijere 1914. Leptogaster trimaculata ingår i släktet Leptogaster och familjen rovflugor. Inga underarter finns listade i Catalogue of Life.